# 津南斎場
津南斎場（つなんさいじょう）は新潟県津南町にある火葬斎場である。火葬は、津南町と長野県栄村および、十日町市の一部が対象となる。休業は、毎年の1月1日、2日、3日となっている。

## 連絡先
- 津南町役場 新潟県中魚沼郡津南町大字下船渡戊585
- 津南地域衛生施設組合

## 所在地
- 新潟県中魚沼郡津南町大字下船渡戊1847-1

## 火葬料
- 12歳以上 20000円（1人につき）
- 12歳未満の者 15000円（1人につき）
- 死産胎児 10000円（1人につき）
- 切断四肢 10000円 （1個につき）
- 改葬 10000円 （1回につき）

座標: 北緯37度0分43.5秒 東経138度38分33.5秒 / 北緯37.012083度 東経138.642639度